# Венгерский референдум по миграционным квотам (2016)
Венгерский референдум по плану Европейского союза о перемещении мигрантов прошёл 2 октября 2016 года. Референдум был инициирован правительством Виктора Орбана и часто назывался «референдумом по квоте». Хотя подавляющее большинство проголосовало против введения миграционной квоты, явка была слишком низкой, чтобы голосование считалось действительным, что требует 50%-й явки (включая только действительные бюллетени).

## Контекст

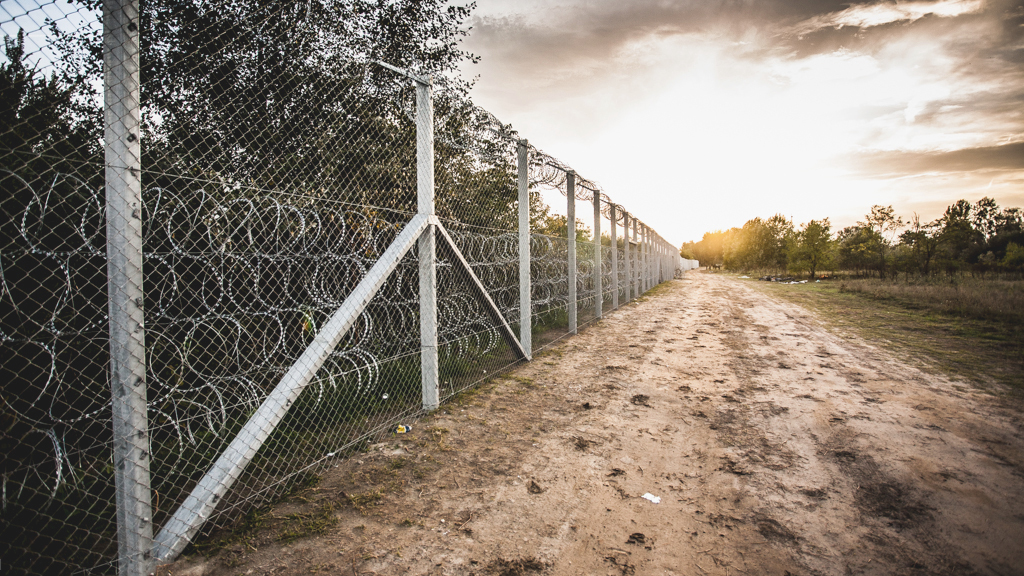
Ограждение на сербско-венгерской границе.

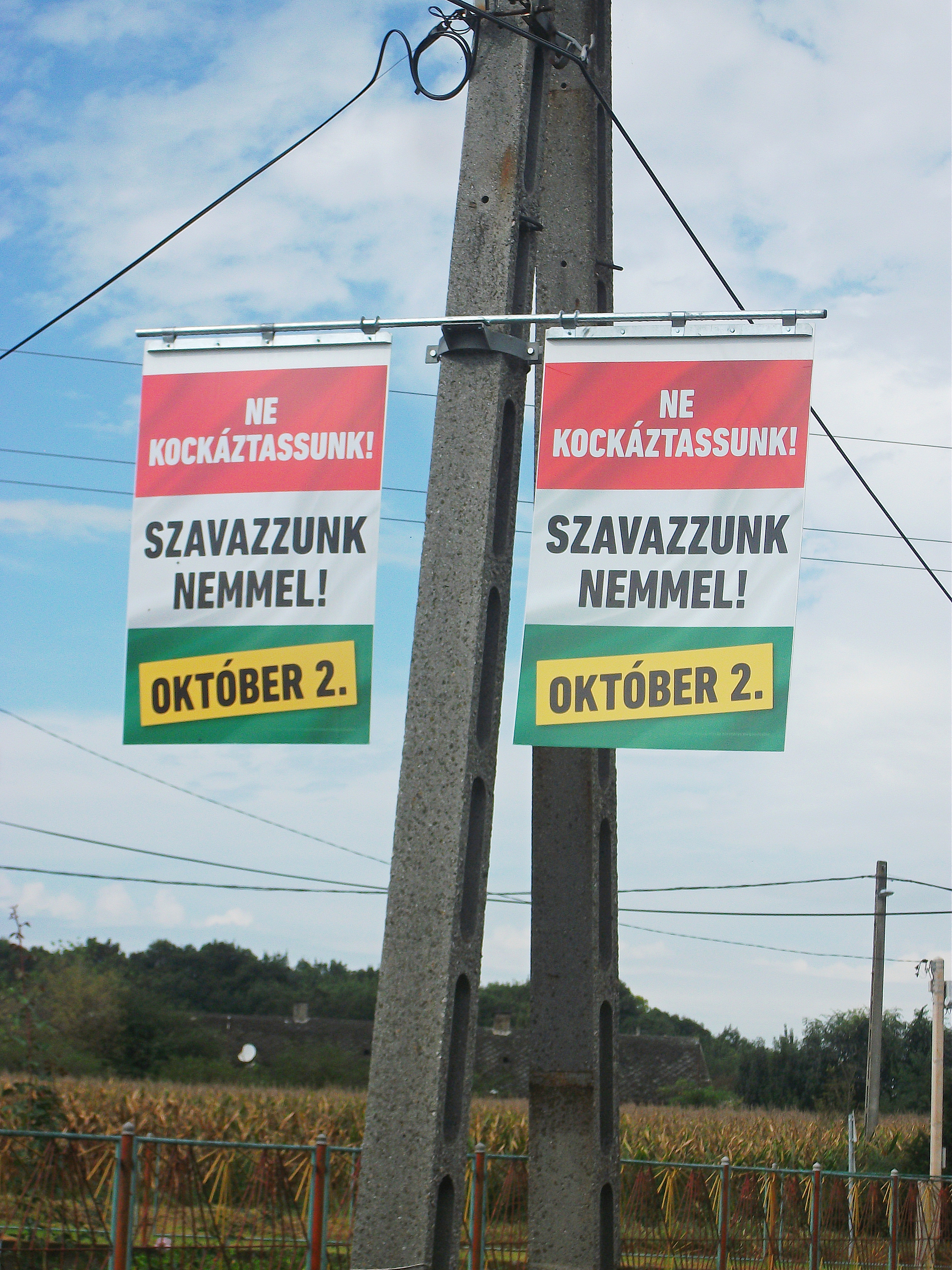
Правительственный постер в Зичиуйфалу против миграционных квот. «Не рискуем! Голосуем „нет“! 2 октября.»

Венгрия была одной из наиболее вовлечённых стран в ходе Европейского миграционного кризиса. 17 июня 2015 года третье правительство Виктора Орбана объявило о сооружении 175-км барьера вдоль южной границы с Сербией.
22 сентября 2015 года министры внутренних дел Европейского союза на заседании Совета юстиции и внутренних дел одобрили план переселения 120 тыс. беженцев из Италии, Греции и Венгрии в другие страны Союза, по которому Венгрия должна была принять 1 294 беженца из других стран. Венгрия и несколько других стран проголосовали против этого плана переселения. Хотя, как правило, решения ЕС требуют единогласного согласия, это решение было принято большинством голосов и, таким образом, обязывало исполнять его все страны, включающие и те, которые были против под угрозой финансовых штрафов. Венгрия и Словакия позже подали апелляцию против обязательного переселения в Европейский суд в Люксембурге.
24 февраля 2016 года премьер-министр Венгрии Виктор Орбан объявил, что правительство проведёт референдум для решения, принимать ли квоты ЕС по переселению мигрантов. Он заявил также, что не является секретом, что его правительство будет выступать против принятия квот. Орбан объяснял это тем, что система квот «изменило бы венгерскую и европейскую национальную, культурную и религиозную идентичность, что органы ЕС не имеют право делать». 5 мая Верховный суд Венгрии (Курия) после рассмотрения возможных юридических проблем разрешил провести референдум. Национальное собрание официально одобрило проведение референдума по инициативе правительства 10 мая 2016 года. Решение было бойкотировано оппозиционными левыми партиями. К 21 июня Конституционный суд отклонил все 4 апелляции против референдума. После этого президент Янош Адер постановил провести референдум 2 октября 2016 года.
За голосование «нет» на референдуме активно агитировали правые партии (правящая Фидес, ультраправая Йоббик, Христианско-демократическая народная, Независимая партия мелких хозяев, Венгерская партия правды и жизни) и Венгерская рабочая партия. За голосование «да» выступила Венгерская либеральная партия. Остальные оппозиционные левоцентристские партии (Венгерская социалистическая партия, Демократическая коалиция, Вместе, Диалог для Венгрии и большая часть левоэкологической партии Политика может быть другой вели агитацию за бойкот референдума). Сатирическая Партия двухвостой собаки в противовес правительственной антимигрантской пропаганде выдвинула высмеивающую её контрагитацию с пародийными плакатами в стиле «Даже НЛО венгры встречали чаще, чем мигрантов».

## Результаты
| 7:00   | 9:00   | 11:00   | 13:00   | 15:00   | 17:30   | Всего    |
| ------ | ------ | ------- | ------- | ------- | ------- | -------- |
| 1,16 % | 7,25 % | 16,37 % | 23,56 % | 30,66 % | 39,88 % | 44,04 %1 |

| Выбор                               | Голоса    | %     |
| ----------------------------------- | --------- | ----- |
| Да                                  | 56 163    | 1,64  |
| Нет                                 | 3 362 224 | 98,36 |
| Недействительных/пустых бюллетеней  | 224 668   | -     |
| Всего                               | 3 643 055 | 100   |
| Зарегистрированных избирателей/Явка | 8 272 625 | 44,04 |
| Источник: ЦИК                       |           |       |

Явка по избирательным округам.

1 Исключая недействительные бюллетени: 41,32 %, что определяет действителен ли референдум (необходимо 50 %)